# Championnat du Mexique de football de deuxième division
Le championnat du Mexique de football de deuxième division, aussi appelé Liga de Expansión MX, est le deuxième championnat de football professionnel mexicain le plus important du pays. Il a été créé en 1950 et se joue sous la forme de deux tournois semestriels appelés Clausura et Apertura, anciennement connu sous les noms de Verano et Invierno.
Le passage d'un championnat unique à deux tournois c'est effectué comme pour la Primera División en 1998.
Cette compétition a été créée sous le nom de Segunda División avant de changer et de devenir la Primera División A en 1994 puis de changer en 2009 en Liga de Ascenso.
En 2020, dans le cadre du « Projet de stabilisation » de la FMF, qui a pour objectif principal de sauver les équipes en difficulté financière et d'empêcher la disparition d'une ligue de deuxième niveau au Mexique, le championnat est renommé Liga de Expansión MX et les promotions vers la Liga MX sont supprimées.

## Histoire

### La Primera División A et la Liga de Ascenso (1994-2020)
La FEMEXFUT décide de changer le nom du championnat en 1994, faisant valoir que la différence entre la Primera División et la Primera División A est moins importante qu'auparavant. Le projet, pris en mains par José Antonio García Rodríguez, alors président de Primera División, incluait plusieurs équipes américaines comme les Black Hawks San José ou les Los Angeles Salsa, qui étaient intéressés. Cependant, les statuts de la FIFA ont interdit l'intégration de clubs étrangers à un championnat national. Ce sont donc les plus importantes équipes de Segunda División qui se sont engagés à participer à cette nouvelle formule de la compétition, qui a été inauguré lors de la saison 1994-1995 avec quinze équipes, l'Acapulco FC, les Gallos de Aguascalientes (en), le Club Celaya (en), le CD Irapuato, le Reboceros de La Piedad (en), le CD Marte, le Pachuca CF, l'Atlético San Francisco (en), le Real San Luis, les Caimanes de Tabasco (es), les Coras de Tepic (en), l'Inter de Tijuana (es), les Halcones de Querétaro (es), l'Venados de Yucatán (en) et le CD Zacatepec. Les Cobras de Ciudad Juarez (en), retenus pour être la seizième équipe, a finalement refusé de participer à la compétition à cause de problèmes financiers.
Lors du tournoi Apertura 2006, il a été décidé d'augmenter le nombre d'équipes au sein de la division passant de 20 à 24 équipes et de former deux groupes géographiques. Ce changement est impulsé par la FEMEXFUT qui a décidé que chaque équipe de l'élite devait avoir une filiale en seconde division et avec l'objectif de réduire les coûts de déplacements.
Mais c'est lors du tournoi Apertura 2009 que les plus importants changements ont eu lieu, outre le changement de nom en Liga de Ascenso, la fédération réduit le nombre d'équipes à 17 et supprime les groupes.

### La Liga de Expansión MX (depuis 2020)
Le 20 février 2020, les présidents des clubs de la première et la deuxième division ainsi que les dirigeants de la FMF ont tenu une réunion afin d'aider les clubs en difficulté financière et de créer une deuxième division plus stable financièrement et avec des infrastructures plus solides.
Le 26 juin 2020, la ligue a été officiellement présentée, avec la participation de 16 équipes et l'annulation des promotions, pour au moins six saisons, vers la Liga MX.

## Évolution du règlement
Le nombre d'équipes n'a pas cessé de varier au cours des saisons et des différentes promotions, rétrogradations, disparitions, invitations et liguillas promotionnelles, pour se stabiliser à 14 équipes.
Entre 1950 et 1970, le titre de champion est attribué au leader du classement général à la fin de la saison (comme dans la plupart des championnats nationaux).

### LaLiguilla
À partir de la saison 1970-71, le titre de champion est attribué lors d'un tournoi à élimination directe, familièrement connu au Mexique sous le nom de Liguilla.
Actuellement, le championnat est composé de 15 équipes, les huit meilleures équipes sont qualifiées pour la Liguilla.
Si à la fin des 14 journées du Torneo, deux équipes ont le même nombre de points, elles sont départagées grâce aux critères suivants :
- La meilleure différence de buts.
- La meilleure attaque.
- La différence de but particulière.
- Le plus grand nombre de buts marqués à l'extérieur.
- Le tirage au sort.

La Liguilla se compose ensuite de matchs aller-retour allant des quarts de finale à la finale. En cas d'égalité, c'est le classement de la saison régulière qui départage les deux équipes à l'exception de la finale où l'on peut avoir des prolongations et si nécessaire une séance de tirs au but.

### La relégation au pourcentage
Depuis la saison 1991/92, la relégation dans le championnat mexicains se fait selon la règle du pourcentage. Ainsi à la fin de la saison (succession de deux tournois) un classement est établi en divisant le nombre de points acquis par le nombre de matchs joués sur les trois dernières saisons sans interruption. L'équipe reléguée est bien évidemment la dernière de ce classement.
Les équipes récemment promues ou avec moins de trois saisons complètes en première division ont un rapport basé uniquement sur les tournois joués. Pour cette raison, leurs moyennes peuvent monter ou descendre plus rapidement.
Le règlement prévoit également qu'une équipe qui occupe la place de relégation ne peut pas accéder à une place en Liguilla, éliminatoires, même si sa position dans le tournoi en cours le lui permet.
L'équipe promue de Segunda División est celle qui remporte le match opposant les vainqueurs des deux tournois saisonniers. S'il s'agit de la même équipe, elle est promue automatiquement. Cependant, cette équipe doit être « apte à la promotion » selon le règlement de la FEMEXFUT, si elle ne l'est pas, elle touche une somme compensatrice. Dans ce cas, l'équipe reléguée de deuxième division et l'équipe « apte » ayant obtenu le plus de points sur la saison en cours (addition des points deux tournois) jouent un match de barrage en aller-retour pour déterminer laquelle des deux évoluera en Liga de Ascenso la saison suivante.
À partir de 2020, il n'y aura ni promotion ni relégation au cours des six années suivantes.

## Palmarès
| Saison                                           | Vainqueur                       | Score                   | Finaliste                         | Meilleur buteur                                                                     |
| Championnat Saisonnier                           |                                 |                         |                                   |                                                                                     |
| 1950-51                                          | CD Zacatepec                    |                         | CD Zamora (en)                    |                                                                                     |
| 1951-52                                          | Reboceros de La Piedad (es)     |                         | Club San Sebastián de León (en)   |                                                                                     |
| 1952-53                                          | Deportivo Toluca                |                         | Tiburones Rojos de Veracruz       |                                                                                     |
| 1953-54                                          | CD Irapuato                     |                         | Club San Sebastián de León (en)   |                                                                                     |
| 1954-55                                          | CF Atlas                        |                         | CD Cuautla (es)                   |                                                                                     |
| 1955-56                                          | CF Monterrey                    |                         | Querétaro FC                      |                                                                                     |
| 1956-57                                          | CD Zamora (en)                  |                         | CA Monarcas Morelia               |                                                                                     |
| 1957-58                                          | Club Celaya (en)                |                         | CF Monterrey                      |                                                                                     |
| 1958-59                                          | CD Tampico                      |                         | CF Monterrey                      |                                                                                     |
| 1959-60                                          | CF Monterrey                    |                         | CF Ciudad Madero (es)             |                                                                                     |
| 1960-61                                          | CD Nacional (en)                |                         | CD Poza Rica (es)                 |                                                                                     |
| 1961-62                                          | Pumas UNAM                      |                         | Club Refinería Madero (es)        |                                                                                     |
| 1962-63                                          | CD Zacatepec                    |                         | CF Ciudad Madero (es)             |                                                                                     |
| 1963-64                                          | CD Cruz Azul                    |                         | CD Poza Rica (es)                 |                                                                                     |
| 1964-65                                          | CF Ciudad Madero (es)           |                         | CD Poza Rica (es)                 |                                                                                     |
| 1965-66                                          | CF Nuevo León (es)              |                         | CD Tampico                        |                                                                                     |
| 1966-67                                          | CF Pachuca                      |                         | Laguna FC                         |                                                                                     |
| 1967-68                                          | Laguna FC                       |                         | CD Zacatepec                      |                                                                                     |
| 1968-69                                          | CF Torreón (en)                 |                         | CD Zacatepec                      |                                                                                     |
| 1969-70                                          | CD Zacatepec                    |                         | CF Nuevo León (es)                |                                                                                     |
| 1970-71                                          | San Luis FC                     | 2-1                     | Tigres UANL                       |                                                                                     |
| 1971-72                                          | CF Atlas                        | 4-0                     | Tigres UANL                       |                                                                                     |
| 1972-73                                          | CF Ciudad Madero (es)           | 4-3                     | CD Irapuato                       |                                                                                     |
| 1973-74                                          | Tigres UANL                     | 3-2                     | CU Guadalajara                    |                                                                                     |
| 1974-75                                          | CD Estudiantes Tecos            | 1-0                     | CD Irapuato                       |                                                                                     |
| 1975-76                                          | San Luis FC                     | 3-2                     | Tecnológico de Celaya             |                                                                                     |
| 1976-77                                          | CF Atlante                      | 6-3                     | UA Querétaro                      |                                                                                     |
| 1977-78                                          | CD Zacatepec                    | 4-1                     | CD Irapuato                       |                                                                                     |
| 1978-79                                          | CF Atlas                        | 3-2                     | CD Cuautla (es)                   |                                                                                     |
| 1979-80                                          | Atletas Campesinos (es)         | 2-1                     | CD Estato de México (es)          |                                                                                     |
| 1980-81                                          | Atlético Morelia                | 2-1                     | CD Tapatío (en)                   |                                                                                     |
| 1981-82                                          | CF Oaxtepec (en)                | 3-1                     | Coras de Tepic (en)               |                                                                                     |
| 1982-83                                          | Unión de Curtidores (en)        | 2-1                     | CD Zamora (en)                    |                                                                                     |
| 1983-84                                          | CD Zacatepec                    | 3-1                     | CSD Jalisco (es)                  |                                                                                     |
| 1984-85                                          | CD Irapuato                     | 5-3                     | CF Pachuca                        |                                                                                     |
| 1985-86                                          | CF Cobras de Ciudad Juárez (es) | 3-1                     | CF Pachuca                        |                                                                                     |
| 1986-87                                          | Correcaminos UAT (en)           | 1-1 Tirs au but : 4-2   | UA Querétaro                      |                                                                                     |
| 1987-88                                          | CF Cobras de Ciudad Juárez (es) | 2-1                     | FC León                           |                                                                                     |
| 1988-89                                          | Potros Neza                     | 4-1                     | Atlético Yucatán (es)             |                                                                                     |
| 1989-90                                          | FC León                         | 4-1                     | Inter de Tijuana (es)             |                                                                                     |
| 1990-91                                          | CF Atlante                      | 2-2 Tirs au but : 9-8   | CF Pachuca                        |                                                                                     |
| 1991-92                                          | CF Pachuca                      | 2-2 Tirs au but : 11-10 | CD Zacatepec                      |                                                                                     |
| 1992-93                                          | UT Neza                         | 1-0                     | CD Tampico-Madero                 |                                                                                     |
| 1993-94                                          | CD Tampico-Madero               | 4-3                     | CD Irapuato                       |                                                                                     |
| 1994-95                                          | Atlético Celaya                 |                         | CF Pachuca                        | Marco Antonio de Almeida (15 buts)                                                  |
| 1995-96                                          | CF Pachuca                      |                         | Gallos Blancos de Hermosillo (es) | Lorenzo Sáez (30 buts)                                                              |
| Championnat Semestriel                           |                                 |                         |                                   |                                                                                     |
| Invierno 1996                                    | Tigres UANL                     |                         | Atlético Hidalgo (en)             | Nílson (11 buts)                                                                    |
| Verano 1997                                      | Tigres UANL                     |                         | Correcaminos UAT (en)             | Ángel Lemus (12 buts) Carlos Pavón (12 buts)                                        |
| Invierno 1997                                    | CF Pachuca                      |                         | Real Sociedad de Zacatecas (en)   | Níver Arboleda (17 buts)                                                            |
| Verano 1998                                      | Tigrillos UANL (es)             |                         | CD Zacatepec                      | Daniel Fasciolli (12 buts) Carlos María Morales (12 buts) Valtencir Gomes (12 buts) |
| Invierno 1998                                    | Atlético Yucatán (es)           |                         | Chivas Tijuana (en)               | Cristián Ariel Morales (19 buts)                                                    |
| Verano 1999                                      | Unión de Curtidores (en)        |                         | CD Cruz Azul (Hidalgo)            | Ángel Lemus (16 buts)                                                               |
| Invierno 1999                                    | CD Irapuato                     |                         | CD Zacatepec                      | Cristián Ariel Morales (17 buts)                                                    |
| Verano 2000                                      | CD Irapuato                     |                         | CD Cruz Azul (Hidalgo)            | Carlos Muñoz Cobo (15 buts)                                                         |
| Invierno 2000                                    | Gallos de Aguascalientes (en)   |                         | Reboceros de La Piedad (es)       | Christian Patiño (16 buts)                                                          |
| Verano 2001                                      | Reboceros de La Piedad (es)     |                         | Toros Neza                        | Héctor Giménez Silvera (16 buts)                                                    |
| Invierno 2001                                    | Tiburones Rojos de Veracruz     |                         | San Luis FC                       | Héctor Carlos Álvarez (16 buts)                                                     |
| Verano 2002                                      | San Luis FC                     |                         | Tigrillos UANL (es)               | Ariel González (15 buts)                                                            |
| Apertura 2002                                    | CD Irapuato                     |                         | Reboceros de La Piedad (es)       | Héctor Carlos Álvarez (23 buts)                                                     |
| Clausura 2003                                    | FC León                         |                         | CD Tapatío (en)                   | Héctor Carlos Álvarez (16 buts)                                                     |
| Apertura 2003                                    | Dorados de Sinaloa              |                         | Club de Fútbol Cobras (es)        | Héctor Carlos Álvarez (17 buts)                                                     |
| Clausura 2004                                    | FC León                         |                         | Dorados de Sinaloa                | Mauro Néstor Gerk (18 buts) Francisco Bravo Bravo (18 buts)                         |
| Apertura 2004                                    | San Luis FC                     |                         | Atlético Mexiquense (en)          | Ariel González (16 buts)                                                            |
| Clausura 2005                                    | Querétaro FC                    |                         | FC León                           | Rubén Darío Gigena (17 buts)                                                        |
| Apertura 2005                                    | CF Puebla                       |                         | CD Cruz Azul (Oaxaca)             | Mauricio Romero (16 buts)                                                           |
| Clausura 2006                                    | Querétaro FC                    |                         | CF Indios de Ciudad Juárez        | Diego Alberto Olsina (15 buts)                                                      |
| Apertura 2006                                    | CF Puebla                       |                         | Petroleros de Salamanca (es)      | Álvaro Fabián González (14 buts)                                                    |
| Clausura 2007                                    | Dorados de Sinaloa              |                         | FC León                           | Álvaro Fabián González (16 buts)                                                    |
| Apertura 2007                                    | CF Indios de Ciudad Juárez      |                         | Dorados de Sinaloa                | Mauricio Romero (14 buts)                                                           |
| Clausura 2008                                    | FC León                         |                         | Dorados de Sinaloa                | Fredy Bareiro (16 buts)                                                             |
| Apertura 2008                                    | Querétaro FC                    |                         | CD Irapuato                       | Mauro Néstor Gerk (14 buts) Raúl Enríquez (14 buts)                                 |
| Clausura 2009                                    | CF Merida (en)                  |                         | Club Tijuana                      | Nelson Sebastián Maz (15 buts)                                                      |
| Apertura 2009                                    | Club Necaxa                     |                         | CD Irapuato                       | Ariel González (11 buts)                                                            |
| Bicentenario 2010                                | Club Necaxa                     |                         | FC León                           | Ariel González (11 buts) Carlos Casartelli (11 buts)                                |
| Apertura 2010                                    | Club Tijuana                    |                         | Tiburones Rojos de Veracruz       | Eder Pacheco (13 buts)                                                              |
| Clausura 2011                                    | CD Irapuato                     |                         | Club Tijuana                      | Blas Pérez (14 buts)                                                                |
| Apertura 2011                                    | Correcaminos UAT (en)           |                         | Reboceros de La Piedad (es)       | Roberto Nicolás Saucedo (11 buts)                                                   |
| Clausura 2012                                    | FC León                         |                         | Lobos de la BUAP                  | Nelson Sebastián Maz (13 buts)                                                      |
| Apertura 2012                                    | Reboceros de La Piedad (es)     |                         | Dorados de Sinaloa                | Víctor Hugo Lojero (11 buts) Rodrigo Prieto (11 buts)                               |
| Clausura 2013                                    | Toros Neza                      |                         | Club Necaxa                       | Víctor Hugo Lojero (12 buts)                                                        |
| Apertura 2013                                    | CU Guadalajara                  |                         | Club Necaxa                       | Gustavo Adrián Ramírez (11 buts)                                                    |
| Clausura 2014                                    | Estudiantes de Altamira (en)    |                         | Correcaminos UAT (en)             | Roberto Antonio Nurse (12 buts)                                                     |
| Apertura 2014                                    | Club Necaxa                     | 4-4 Tirs au but : 5-4   | Coras de Tepic (en)               | Giancarlo Maldonado (10 buts) Diego Rafael Jiménez (10 buts)                        |
| Clausura 2015                                    | Dorados de Sinaloa              | 3-1                     | Atlético San Luis                 | Leandro Carrijo Silva (9 buts)                                                      |
| Apertura 2015                                    | Juarez                          | 3-1                     | Atlante                           |                                                                                     |
| Clausura 2016                                    | Necaxa                          | 2-0                     | Zacatecas                         |                                                                                     |
| Apertura 2016                                    | Dorados                         | 4-2                     | Atlante FC                        |                                                                                     |
| Clausura 2017                                    | Lobos BUAP                      | 4-2                     | Juarez                            |                                                                                     |
| Apertura 2017                                    | Oaxaca                          | 2-2(4-2)                | Juarez                            |                                                                                     |
| Clausura 2018                                    | Tapachula                       | 3-2                     | Leones Negros Ude G               |                                                                                     |
| Apertura 2018                                    | Atletico San Luis               | 4-3                     | Dorados                           |                                                                                     |
| Clausura 2019                                    | Atletico San Luis               | 2-1                     | Dorados                           |                                                                                     |
| Apertura 2019                                    | Oaxaca                          | 5-3                     | Zacatepec                         |                                                                                     |
| Clausura 2020                                    | Celaya FC                       | 4-2                     | Atlante FC                        |                                                                                     |
| Liga de Expansión MX Pas de promotion en Liga MX |                                 |                         |                                   |                                                                                     |
| 2020                                             | Tampico Madero                  | 4-3                     | Atlante FC                        |                                                                                     |
| Clausura 2021                                    | Tepatitlán                      | 3-2                     | Club Atlético Morelia             |                                                                                     |
| Apertura 2021                                    | Atlante FC                      | 3-0                     | Tampico Madero                    |                                                                                     |
| Clausura 2022                                    | Club Atlético Morelia           | 2-0                     | Cimarrones de Sonora              |                                                                                     |
| Apertura 2022                                    | Atlante FC                      | 3-1                     | Celaya FC                         |                                                                                     |
| Clausura 2023                                    | CD Tapatío                      | 4-3                     | Club Atlético Morelia             |                                                                                     |
| Apertura 2023                                    | Cancún FC                       | 3-0                     | Atlante FC                        |                                                                                     |
| Clausura 2024                                    | Atlante FC                      | 4-1                     | Leones Negros                     |                                                                                     |
| Apertura 2024                                    | CD Tapatío                      | 5-3                     | Celaya FC                         |                                                                                     |